# Thüringisches Ulanen-Regiment Nr. 6
Das Thüringische Ulanen-Regiment Nr. 6 war ein Ulanen-Regiment der preußischen Armee. Es wurde in den Befreiungskriegen (1813–1815) als Teil des Lützowschen Freikorps aufgestellt und hörte als Regiment mit der Demobilisierung nach Ende des Ersten Weltkrieges 1918/19 zu bestehen auf.

## Geschichte

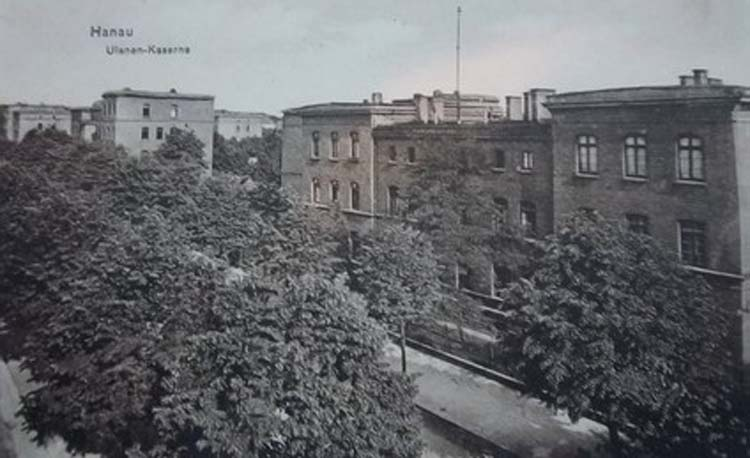
Die Hanauer Francois-Kaserne, von 1891 bis 1914 Garnison des Regiments

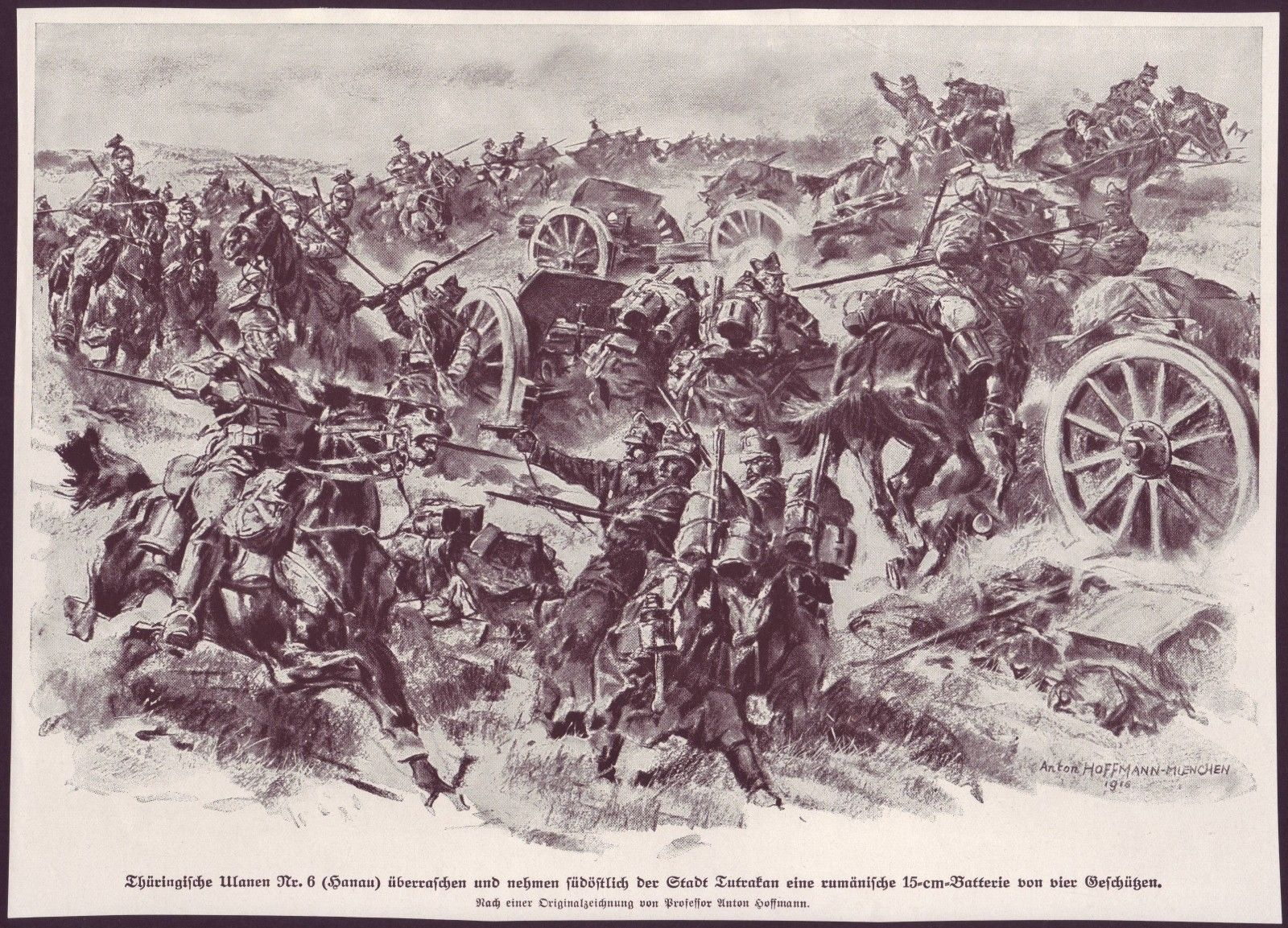
In Rumänien 1916

Mit A.K.O. vom 18. Februar 1813 wurde dem Major Ludwig Adolf Wilhelm von Lützow die Errichtung eines Freikorps genehmigt. Dessen rund 600 Mann starke Kavallerie gliederte sich in fünf Eskadronen, die mehrheitlich als Ulanen ausgestattet waren, während die 4. und 5. Eskadron Husaren waren. Die 2. Eskadron war anfänglich als Jäger zu Pferde organisiert. Nach Napoleons erster Abdankung wurde die ehemalige Jägereskadron aufgelöst und das Korps in die Linientruppen übernommen. Die Infanterie wurde zum 25. Infanterie-Regiment, die Kavallerie zum 6. Ulanen-Regiment. Eine Eskadron wurde an das  9. Husaren-Regiment abgegeben und durch eine im Regiment gebildete neue 4. Eskadron ersetzt. Das Freikorps kämpfte eher glücklos in den Befreiungskriegen, hatte aber als Prototyp einer gesamtpreußischen Armee hohe propagandistische Wirkung. Von 1816 bis 1823 führte der Regimentsname den Zusatz 2. Westpreußisches.
Bei der Niederwerfung der Badischen Revolution und des Pfälzischen Aufstandes 1849 stellte das Regiment drei Eskadronen der Reservekavallerie des improvisierten 1. Armee-Korps unter Moritz von Hirschfeld. 1860 erhielt es den Zusatznamen Thüringisches. Im gleichen Jahr wurde im Rahmen der umstrittenen Heeresreform die 4. Eskadron an das neu aufgestellte Ulanen-Regiment Nr. 11 abgegeben, 1866 die 5. Eskadron an das gleichfalls neu errichtete Ulanen-Regiment Nr. 16. 1866 nahm das Regiment am Krieg gegen Österreich als Teil der 8. Infanterie-Division im I. Armeekorps an der Schlacht bei Königgrätz teil. 1867 erfolgte Vermehrung auf vier Eskadronen. 1870/71 im Krieg gegen Frankreich kämpfte es als Teil der 9. Kavallerie-Brigade bei der 4. Kavallerie-Division und beteiligte sich unter anderem an der Schlacht bei Wörth, den Gefechten bei Haguenau und Steinburg, der Beschießung von Marsal, der Schlacht bei Sedan, der Einschließung von Paris, dem Gefecht bei Chartres, der Schlacht von Orléans, dem Gefecht von Patay, der Schlacht bei Loigny und Poupry, der Schlacht bei Beaugency und der Schlacht bei Le Mans. Im Ersten Weltkrieg war das Regiment zunächst an der Westfront im Einsatz. Anfang 1915 erfolgte Teilung des Regiments in zwei Halbregimenter, die jedoch gemeinsam in Serbien und Rumänien eingesetzt wurden. 1917 erfolgte Rückkehr nach Deutschland zur Küstensicherung in Schleswig. 1918 folgten Polizeiaufgaben in Oberitalien und schließlich Kurier- und Sicherungsaufgaben an der Westfront. Nach dem Waffenstillstand von Compiègne wurde das Regiment 1919 aufgelöst.
In der Reichswehr übernahm die 4. Eskadron des 16. Reiter-Regiments die Tradition der thüringischen Ulanen. In Langensalza, der Garnison der Eskadron, wurde 1925 ein von Heinrich Schwindsackl aus einheimischem Travertin geschaffenes Denkmal zur Erinnerung an die Gefallenen des Regiments im Weltkrieg eingeweiht. Im Rahmen der Aufrüstung der Wehrmacht wurde das Regiment 1934 zunächst in Reiter-Regiment Erfurt umbenannt, aber bereits am 15. Oktober 1935 aufgelöst und als Stamm für die ersten drei Kradschützen-Bataillone verwendet, die im Verlauf des Zweiten Weltkrieges als Panzeraufklärer aufgerieben wurden.

## Erscheinungsbild

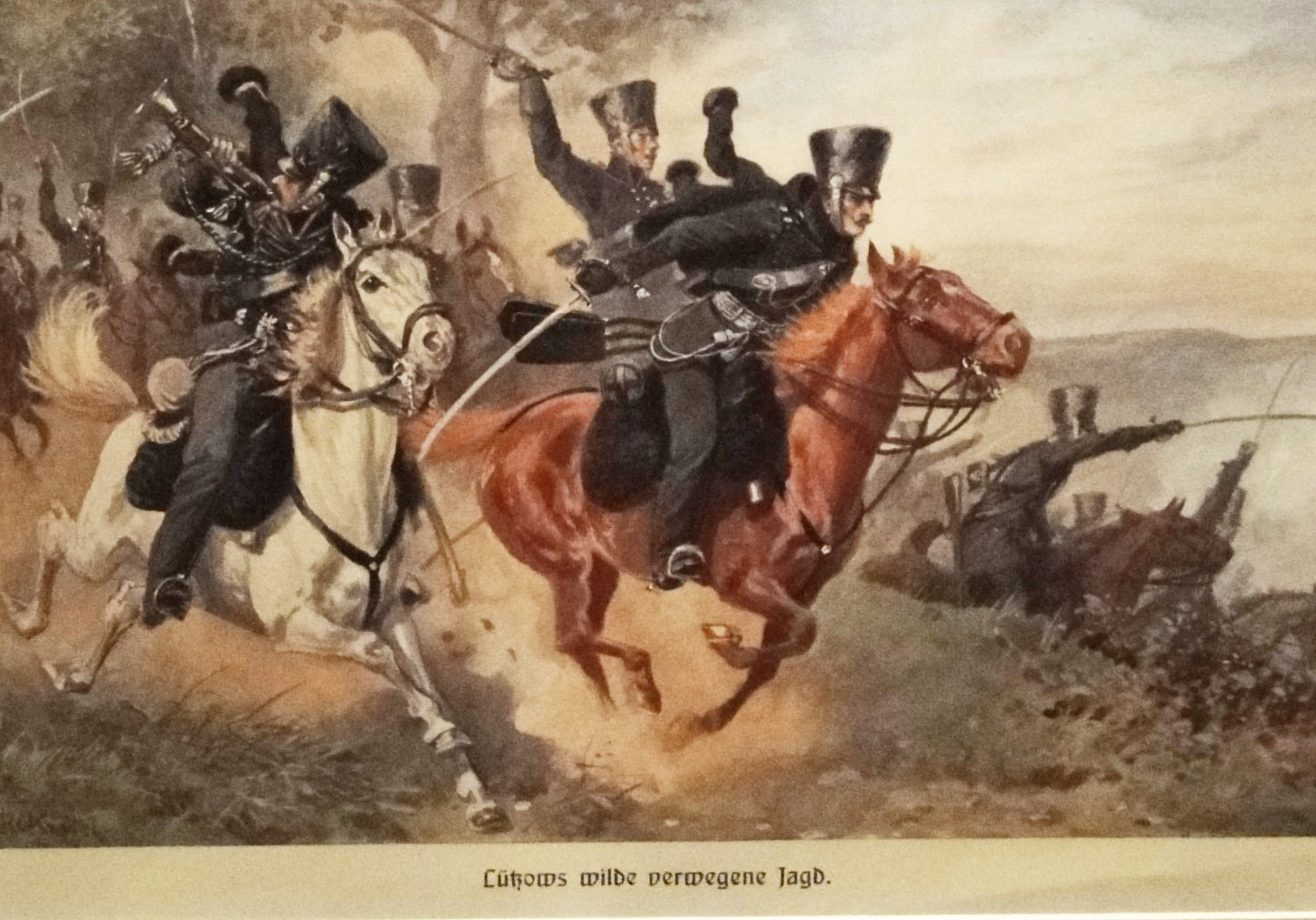
Lützower Kavallerie im Gefecht 1813/14 (Im Vordergrund zwei Husaren, dahinter Jäger zu Pferde)

In den Befreiungskriegen waren die Uniformen der Lützower Kavallerie grundsätzlich schwarz, da diese Farbe der einzige Farbton war, der sich durch Einfärbung der in den Armeedepots und auf dem Markt vorhandene unterschiedlichen Tuchvorräte einheitlich herstellen ließ. Dazu kamen Rot als Abzeichenfarbe der Vorstöße und goldfarbene Messingknöpfe. Ulanen trugen die Litewka, Husaren Dolman und Mente. Allgemein wurden Tschakos getragen. Die Lanzenfähnchen der Ulanen waren Schwarz-Rot. Die eher zufällig entstandenen Uniformfarben gelten als Ursprung der „deutschen Trikolore“ Schwarz-Rot-Gold. Diese Uniform wurde erst nach der Schlacht von Waterloo durch die reguläre preußischblaue Koletts und Tschapkas ersetzt. Als Linienregiment trugen die ehemaligen Lützower ponceaurote Abzeichen mit weißen Knöpfen. 1860 ersetzte die Ulanka das Kolett und auch sonst trug das Regiment die Standarduniform der preußischen Ulanen. 1903 erhielten die Epauletten den rot bekrönten Namenszug „CR“ des Regimentsinhabers Christian IX. von Dänemark.

## Organisation

### Stellung des Regiments in der Armeeorganisation 1914
- 4. Armee
  - XVIII. Armee-Korps
    - 21. Division
      - 21. Kavallerie-Brigade

### Regimentschefs
Regimentschef waren:
- 18. Oktober 1861 bis 14. Oktober 1884: Friedrich Wilhelm, Prinz von Hessen-Kassel
- 25. August 1888 bis 29. Januar 1906: König Christian IX. von Dänemark

### Kommandeure
- 1815–1817 Oberstleutnant Adolf von Lützow
- 1817–1825 Oberst Ludwig von Schmidt
- 1825–1831 Oberst Friedrich von Szerdahely
- 1831–1835 Oberst Karl Wilhelm von Waldow
- 1835–1842 Oberst Nikodemus Joseph von Podbielski
- 1842–1844 Oberstleutnant Otto von Stülpnagel
- 1844–1850 Oberst Friedrich Wilhelm Chorus
- 1850–1855 Oberst Eduard Collins
- 1855–1857 Oberstleutnant Ludwig von Kotze
- 1857–1864 Major/Oberstleutnant/Oberst Wasa von der Goltz
- 1864–1870 Oberst August von Langermann und Erlenkamp
- 1870–1877 Oberst Hugo von Knobloch
- 1877–1883 Oberst Arthur Zimmermann
- 1883–1885 Oberstleutnant Adolph von Schoenfeldt
- 1885–1888 Oberst Carl von Boehm
- 1888–1892 Oberstleutnant Carl von Wenden
- 1892–1893 Oberstleutnant Max von Schmidt
- 1893–1896 Oberst Alexander Sieg
- 1896–1897 Oberstleutnant Hermann von Stosch
- 1897–1903 Oberst Georg von Fritsch
- 1903–1906 Oberstleutnant Wilhelm Karl von Urach
- 1906–1907 Oberstleutnant Gallus von Glaubitz und Altengabel
- 1907–1908 Oberst Albert von Voß
- 1908–1912 Oberst Paul Weinschenck
- 1912–1914 Oberst Karl von Kaufmann
- 1914–1915 Oberstleutnant Wilhelm von Bettendorff
- 1915 Oberst Karl von Kaufmann
- 1915 Major Otto Baun (mit der Führung beauftragt)
- 1916–1919 Oberstleutnant Franz Wuille di Bille

### Garnison
- 1817: Posen
- 1833: Paderborn, Neuhaus, Lippstadt
- 1849: Langensalza und Mühlhausen (Stab 1852–1854 Erfurt)
- 1894: Hanau

## Bekannte Angehörige des Regiments
- Emil von Czettritz und Neuhaus
- Fritz Helfritz
- Walter von Hagens
- Karl von Hammacher
- Friedrich Wilhelm von Hessen
- Theodor Körner (Schriftsteller)
- Heinrich von Kozierowski
- Hermann von Mallinckrodt
- Hugo Ferdinand Simon
- Ferdinand Zenker
- Ernst Peterhänsel